# 4-Hlorokinurenin
L-4-Hlorokinurenin (4-Cl-KYN; razvojni kodni naziv AV-101) je oralno aktivan prolek malog molekula 7-hlorokinurenske kiseline, antagonista NMDA receptora. On je izučavan kao potencijalni brzodelujući antidepresiv.
AV-101 je otkriven u Marion Merrell Dow, a njegova biološka aktivnost je istražena na Univerzitetu Merilend. Prošao je početni razvoj u firmi Artemis Neuroscience koju je kupio VistaGen 2003. Kliničko ispitivanje faze II nije pokazalo značajni efekat u odnosu na placebo u ublažavanju depresije otporne na lečenje.

## Spoljašnje veze
- AV-101 - AdisInsight
- AV-101 - A Potential Breakthrough in Depression Treatment - VistaGen Therapeutics - YouTube